# Nombre de spécimens identifiés
Le nombre de spécimens identifiés (NSIP), ou nombre de restes (NR), est une mesure utilisée en zooarchéologie, en archéologie, en taphonomie et en paléontologie et permettant de quantifier le degré d'abondance d'un taxonomique ou d'une espèce au sein d'un site archéologique. Cette mesure est obtenue grâce aux ossements fauniques, mis en évidence sous forme complète ou fragmentée, et ayant été collectés sur les lieux de fouilles. Chaque ossement ou fragment d'ossement est comptabilisé comme une seule unité,,,,.
Cette méthode prend appui sur un « décompte des restes osseux par espèces ». En outre, le nombre de spécimens identifiés tend à favoriser les ossements robustes issus d'espèces ou de taxons de grande taille — tels que les bovidés ou les suidés —, au détriment de pièces osseuses plus fragiles et provenant d'animaux de petites tailles — tels que le lièvre ou les oiseaux.
Hormis le NSIP, il existe deux autres mesures ou méthodes pour déterminer et identifier le nombre d'individus : le nombre minimum d'individus, ou NMI, et le nombre minimum de parties du squelette (NMPS),,,. Pour l'archéologue François Djindjian, le NMI est, parmi ces trois méthodes, « l'estimateur le plus connu pour approcher le nombre d'individus à partir de la série de leurs parties anatomiques conservées ».
Toutefois, la méthode de décomptage des pièces squelettiques par NSIP présente l'avantage d'être un « descripteur plus représentatif de la fréquence des éléments » que le nombre minimum d'individus,.

## Pour approfondir